# Marcello Fonte
Marcello Fonte (Melito di Porto Salvo, 7 novembre 1978) è un attore italiano.

## Biografia

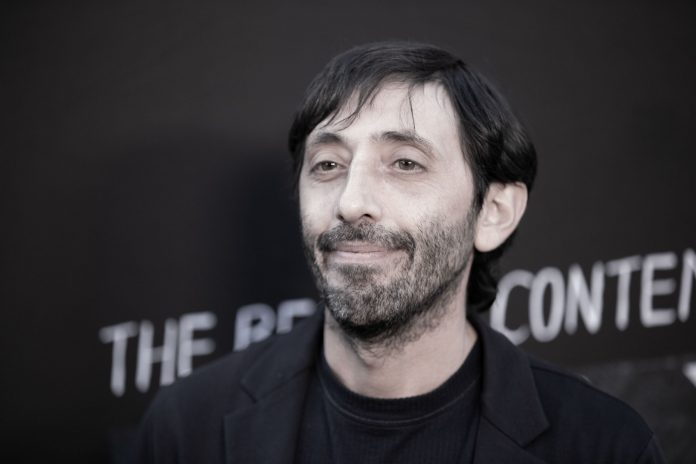
Marcello Fonte - Hollywood Glam Magazine

Ha vissuto l'infanzia e l'adolescenza ad Archi, quartiere di Reggio Calabria, dove all'età di dieci anni ha imparato a suonare il rullante nella locale banda musicale (esperienza che rielaborerà nel film autobiografico Asino vola). Altra esperienza formativa importante è il periodo passato nel gruppo scout AGESCI Reggio Calabria 9. Si trasferisce a Roma nel 1999. Custode presso il Teatro Valle, spinto anche dal fratello scenografo, si appassiona alla recitazione e ottiene piccole parti in produzioni televisive e cinematografiche. È stato inoltre tra gli occupanti del Teatro Valle e di centri sociali quali il cinema Palazzo e l'Angelo Mai.
Nel 2015 scrive, co-dirige (con Paolo Tripodi) e interpreta Asino vola, presentato al Locarno Festival all'interno della sezione Piazza Grande. Successivamente recita nella serie tv La mafia uccide solo d'estate di Luca Ribuoli (2016) e nei film L'intrusa di Leonardo Di Costanzo (2017) e Io sono Tempesta di Daniele Luchetti (2018). Nello stesso anno, riceve il plauso della critica per la sua interpretazione nel ruolo di protagonista in Dogman, pellicola di Matteo Garrone, per cui vince il Prix d'interprétation masculine al Festival di Cannes, l'European Film Awards per il miglior attore e il Nastro d'argento al migliore attore protagonista (questo premio condiviso con Edoardo Pesce) e viene nominato al David di Donatello per il miglior attore protagonista. L'anno successivo affianca Valeria Bruni Tedeschi in Aspromonte - La terra degli ultimi.

## Filmografia

### Attore

#### Cinema
- Corpo celeste, regia di Alice Rohrwacher (2011)[8]
- Troppolitani - Valle occupato, regia di Antonio Rezza e Flavia Mastrella - documentario (2012)[9]
- Asino vola, regia di Marcello Fonte e Paolo Tripodi (2015)
- L'intrusa, regia di Leonardo Di Costanzo (2017)
- Io sono Tempesta, regia di Daniele Luchetti (2018)
- Dogman, regia di Matteo Garrone (2018)
- Vivere, regia di Francesca Archibugi (2019)
- Aspromonte - La terra degli ultimi, regia di Mimmo Calopresti (2019)
- The New Gospel (Das Neue Evangelium), regia di Milo Rau (2020)
- La svolta, regia di Riccardo Antonaroli (2021)
- Il sesso degli angeli, regia di Leonardo Pieraccioni (2022)

#### Televisione
- Don Matteo - serie TV (2001)[1]
- Diritto di difesa - miniserie TV (2004)[1]
- La mafia uccide solo d'estate – serie TV, 4 episodi (2016)
- Un volto, due destini - I Know This Much Is True (I Know This Much Is True) – miniserie TV, 2 puntate (2020)

#### Cortometraggi
- Terrazzi, regia di Stefano Reali (2000)[1]
- Rosa Rosae, regia di C. Comani e C. Bondi (2000)[1]
- Sette meno un minuto, regia di Lorella Morlotti (2002)[1]
- Codice silenzioso, regia di Enzo G. Castellari (2015)[1]

### Regista e sceneggiatore
- Asino vola (2015)

## Teatro
- Spettacoli con la compagnia Arconte in Calabria (1997/1998)
- Omaggio ai sentimenti, regia di Marisa Conte (1999)
- Artisti Suonati, regia di Giovanni Albanese (2001)
- Tempo binario, regia di Valentina Esposito (2015/2017)[10]
- Famiglia, regia di Valentina Esposito (2018/2019)[11]
- Mercoledì delle ceneri, regia di Valentina Esposito (2024)[12]

## Libri
- Asino Vola - Maurizio e il Tamburo Magico di Giuliano Miniati, Marcello Fonte e Paolo Tripodi, Milano, Edizione Curci, 2017.[13] ISBN 9788863952384
- Notti Stellate - Marcello Fonte, Paolo Tripodi e Giuliano Miniati, Roma, Edizione Einaudi

## Riconoscimenti
- 2019 – David di Donatello
  - Candidatura come miglior attore protagonista per Dogman
- 2018 – Festival di Cannes
  - Prix d'interprétation masculine per Dogman[7]
- 2018 – Nastro d'argento
  - Migliore attore protagonista per Dogman[14]
  - Attore rivelazione dell'anno[15]
  - Premio Vincenzo Crocitti International
- 2018 – European Film Awards
  - Miglior attore per Dogman
  - [16]